# شوالیه‌های سیدونیا
«شوالیه‌های سیدونیا» (به انگلیسی: Knights of Cydonia) یک تک‌آهنگ از میوز است که در سال ۲۰۰۶ میلادی منتشر شد. این تک‌آهنگ در آلبوم سیاه‌چاله‌ها و مکاشفات قرار داشت.